# Cacia butuana
Cacia butuana là một loài bọ cánh cứng trong họ Cerambycidae.